# Ravdangín Davádalaj
Ravdangín Davádalaj nebo Davádalaj Ravdan (* 20. března 1954) je bývalý mongolský zápasník – judista a sambista, bronzový olympijský medailista z roku 1980.

## Sportovní kariéra
Pochází z ajmagu Chovd z chalchské kočovné rodiny. Od dětství se věnoval tradičnímu mongolskému zápasu böch. V mongolské judistické a sambistické reprezentaci se pobyhoval od poloviny sedmdesátých let dvacátého století v lehké váze do 71 kg. V roce 1980 startoval na olympijských hrách v Moskvě. Ve druhém kole vybodoval na koku domácího reprezentanta Tamaze Namgalauriho, ale v semifinále podlehl na ippon Italu Ezio Gambovi. V boji o třetí místo porazil minimální bodovým rozdílem na koku Francouze Christiana Dyota a získal bronzovou olympijskou medaili. V roce 1981 vybojoval titul mistra světa v zápasu sambo ve váze do 74 kg. Po skončení sportovní kariéry působil jako trenér.

## Výsledky

### Judo
| Turnaj            | 1980       | 1981       | 1982       | 1983       |
| Turnaj            | 26         | 27         | 28         | 29         |
| Turnaj            | lehká váha | lehká váha | lehká váha | lehká váha |
| ----------------- | ---------- | ---------- | ---------- | ---------- |
| Olympijské hry    | 3.         |            |            |            |
| Mistrovství světa |            | 5.         |            | —          |

### Sambo
| Turnaj            | 1979 | 1980 | 1981 |
| Turnaj            | 25   | 26   | 27   |
| Turnaj            | -74  | -74  | -74  |
| ----------------- | ---- | ---- | ---- |
| Mistrovství světa | 2.   |      | 1.   |